# Нова Англія
Нова́ А́нглія (англ. New England) — північно-східний регіон у США, що включає шість штатів: Коннектикут, Мен, Массачусетс, Нью-Гемпшир, Род-Айленд та Вермонт. Нова Англія межує з Атлантичним океаном, Канадою та штатом Нью-Йорк.

## Загальна інформація
Тут були одні з найранішніх поселень в Північній Америці. Пілігрими з Англії вперше оселилися в Новій Англії в 1620 році, щоб сформувати колонію Плімут. Десять років потому пуритани оселилися на північ від колонії Плімут в Бостоні, утворюючи колонію Массачусетської затоки. Протягом наступних 130 років Нова Англія брала участь у чотирьох французьких та індіанських війнах, поки, нарешті, британці не перемогли французів і їх союзників в Північній Америці.
Саме в Новій Англії в кінці XVIII-го століття зародився опір проти британського парламенту, який вводив нові податки без згоди колоністів. Бостонське чаювання, яке виразило невдоволення жителів колоній, спонукало Велику Британію провести чистку в урядах колоній. Протистояння призвело до відкритої війни в 1775 році і вигнання англійців з Нової Англії навесні 1776 року, а потім і до підписання Декларації незалежності в липні 1776 року.
Деякі з перших течій в американській літературі, філософії та освіті виникли в Новій Англії. Регіон відігравав важливу роль в русі за скасування рабства, і став першим у Сполучених Штатах, що зазнав перетворення у зв'язку з промисловою революцією. Сьогодні Нова Англія є одним з основних світових центрів освіти, високих технологій, страхування, медицини. Бостон — її транспортний, фінансовий, культурний, освітній та медичний центр.
Кожен штат розподіляється на невеликі муніципалітети, відомі як міста Нової Англії, які регулюються міськими зборами. Починаючи з 1970 року виборці частіше підтримують ліберальних кандидатів на державному та федеральному рівнях, ніж в будь-якому іншому регіоні Сполучених Штатів.
Бюро перепису населення Нової Англії — єдине з дев'яти регіональних бюро перепису населення США, назва якого не пов'язана з його географічним положенням, і єдине з чітко визначеними кордонами. Весь регіон пов'язує сильне почуття культурної ідентичності, що вирізняє його серед інших частин країни. Хоча це часто викликає суперечності через поєднання пуританства з лібералізмом, аграрного життя з промисловістю та ізоляції з імміграцією.

## Географія
Штати Нової Англії займають площу 71 991,8 квадратних миль (186 458 км²), тобто трохи більшу, ніж штат Вашингтон, і більшу, ніж Англія. Штат Мен становить майже половину загальної площі Нової Англії, але він лише 39-й серед штатів за площею, трохи менше Індіани. Решта штатів належать до числа малих у США, у тому числі найменший штат Род-Айленд.

### Клімат

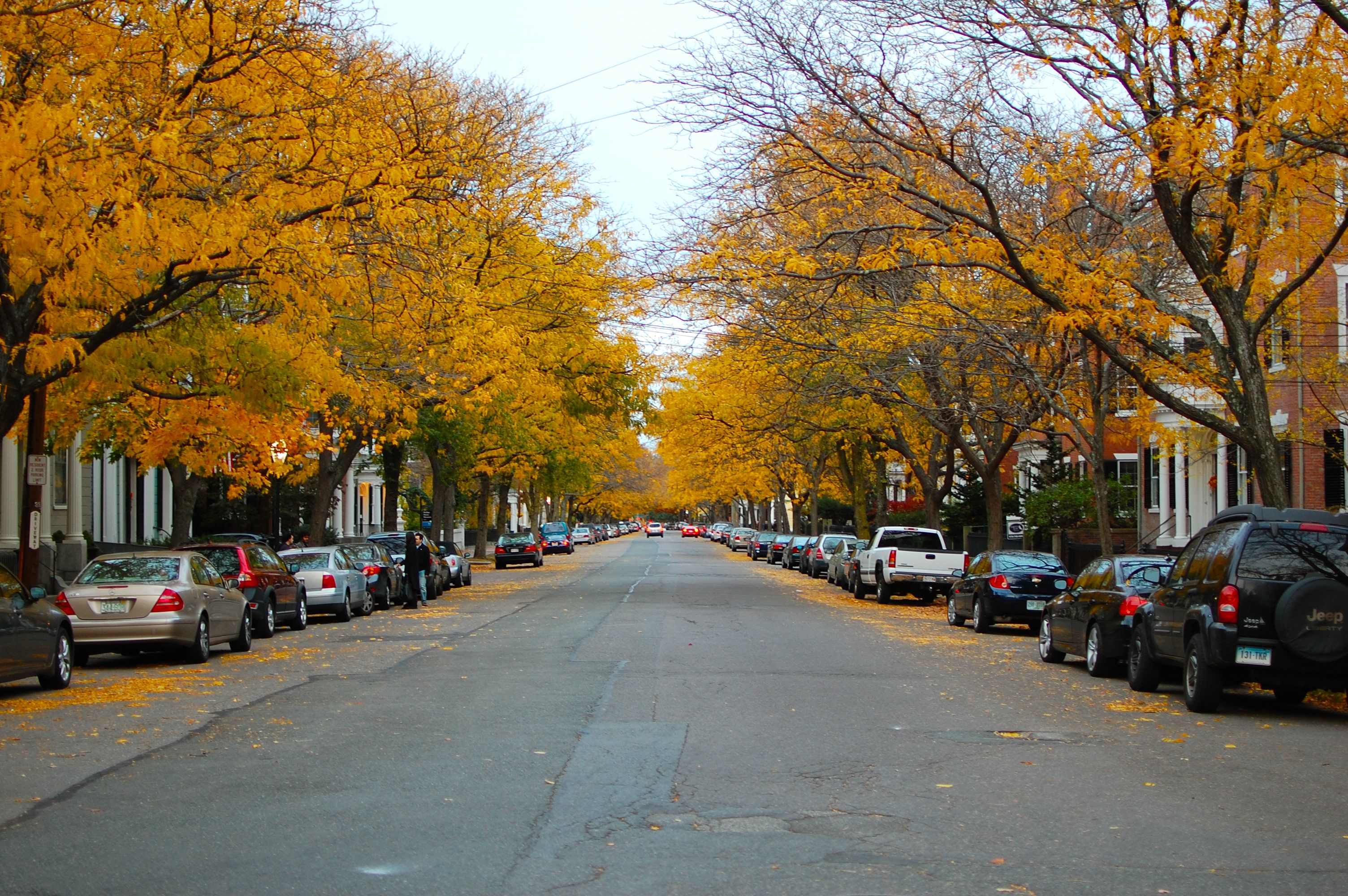
Золота осінь у Новій Англії

Погодні умови різні по регіону. Клімат штатів Мен, Нью-Гемпшир, Вермонт вологий з коротким м'яким літом і холодною зимою. Коннектикут, Массачусетс, Род-Айленд, південна частина штату Мен, південна частина Нью-Гемпшира і Вермонта з вологим кліматом з довгим теплим літом, але також з холодною зимою.
Осінь приходить до Нової Англії раніше, ніж в сусідні регіони, і завдяки густим листяним лісам, розфарбовує її в яскраві кольори, що приваблює безліч туристів.
Середня кількість опадів коливається  1000—1500 мм (від 40 до 60 дюймів) на рік, хоча в північній частині штату Вермонт і Мен дещо менша, 510—1000 мм. Глибина снігового покриву часто перевищує 2,5 м, що робить гірськолижні курорти штату Мен, Нью-Гемпшира і Вермонту вкрай привабливими взимку.
Найнижча температура, зареєстрована в Новій Англії -46 °C (Блумфілд, Вермонт, 30 грудня 1933 року). Найменший штат Род-Айленд є найтеплішим в Новій Англії, найбільший Мен — найхолоднішим.

## Історія

### Корінне населення

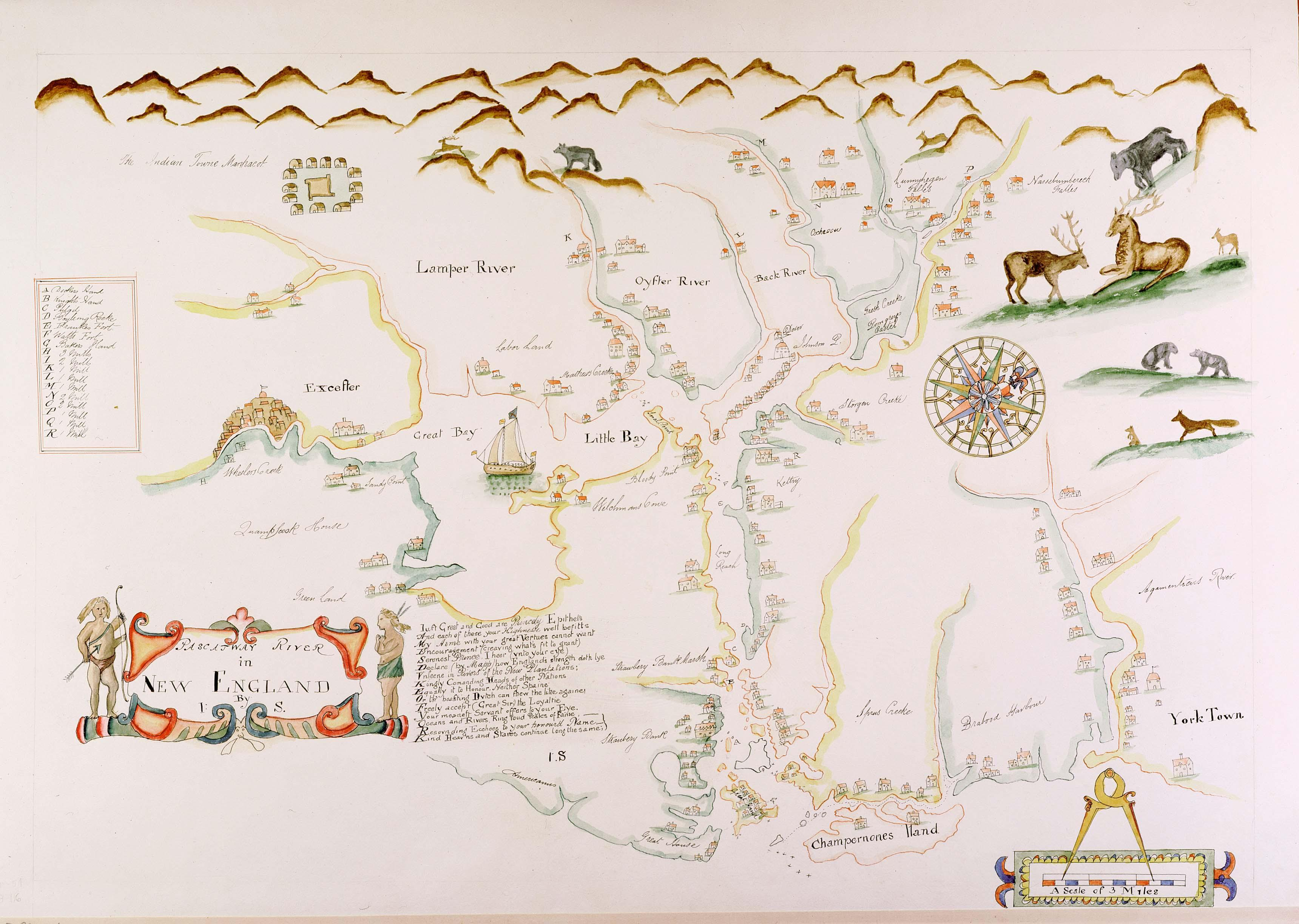
Одна з перших мап Нової Англії

Найперше відоме населення Нової Англії — це американські індіанці, що розмовляли на східних алгонкинських мовах. Відомі племена абенаків, пенобскот, пекотів, могікан, покумтуків і вампаноагів. До прибуття європейців західні абенакі населяли Нью-Гемпшир і Вермонт, а також частину Квебеку та західного Мену. Їхнім центром був Норріджвок у сучасному штаті Мен.
Пенобскот жили вздовж річки Пенобскот у штаті Мен. Вампаноаги займали південний схід штату Массачусетс, Род-Айленд, острови Мартас Він'ярд і Нантакет. Покумтукі жили в західному Массачусетсі, могікани і пекоти — в районі Коннектикуту. Долина річки Коннектикут, яка розташована на території сучасних штатів Вермонт, Нью-Гемпшир, Массачусетс і Коннектикут, поєднувала різні народи в культурному, мовному і політичному планах.
Близько 1600-го французькі, голландські та англійські торговці, досліджуючи Новий Світ, почали торгівлю з індіанцями металевими, скляними виробами і тканинами в обмін на боброві шкірки.

### Вірджинська компанія
10 квітня 1606 року король Англії Яків I затвердив указом компанії Вірджинії, Лондона і Плімута. Це були приватні торгово-фінансові підприємства, призначені для освоєння земель Англією.
Завдяки Вірджинській компанії були освоєні території аж до північних кордонів штату Мен. Восени 1607-го була заснована колонія Пофам у гирлі річки Кеннебек у штаті Мен. На відміну від Джеймстауна (Вірджинія), заснованого у квітні 1607, колонія стала першим англійським поселенням у Північній Америці, проте навесні наступного року вона була покинута. Капітан Джон Сміт, досліджуючи береги регіону в 1614, назвав його Новою Англією. Він також опублікував опис Новій Англії.
Взимку 1616—1617 до Нової Англії, в бухту Біддефорд, прибув капітан Річард Віні. Сьогодні там розташоване місто Біддефорд у штаті Мен.
В 1620 пілігрими з корабля «Мейфлавер» заснували колонію Плімут, що поклала початок постійному поселенню європейців у Новій Англії.

### Рада в Плімуті
Назва «Нова Англія» стала офіційною 3 листопада 1620, коли статут компанії Вірджинія Плімут був замінений Королівською хартією про «Плімутську Раду з Нової Англії», акціонерним товариством, заснованим для колонізації та управління регіоном. Перші колоністи, які прибули в Плімут, підписали «Мейфлаверську угоду», що стала першим керівним документом колонії Массачусетської затоки, заміненим надалі королівським статутом (1629). Порт і головне місто колонії Бостон заснований у 1630 році.
З 1633 массачусетські пуритани почали селитися в Коннектикуті. Вигнаний з Массачусетса за єресь Роджер Вільямс, привів групу своїх прихильників на південь і заснував Провіденс (1636) в області, яка пізніше стала штатом Род-Айленд. В цей час Вермонт ще не був заселений, а території Нью-Гемпшира і Мена перебували під управлінням Массачусетсу.

### Колоніальні війни
У відносинах між колоністами та індіанцями мир чергувався з озброєними зіткненнями, найкривавішим з яких була Війна Пежо (1643), в ході якої сталася різанина Містик. Шість років по тому колонії Массачусетського затоки Плімут, Нью-Гейвен і Коннектикут об'єдналися в Конфедерацію Нової Англії (офіційно «Сполучені Колонії Новій Англії»). Конфедерація була створена в основному для координації взаємної оборони, але не була ефективна і незабаром розпалася.
Вождь вампаноагов Метакомет на прізвисько  Король Філіп  поставив мету повне винищення або вигнання білих поселенців. Колоністи здобули рішучу перемогу в війні Короля Філіпа (1675-76), але понесли важкі втрати. Метакомет був убитий, плем'я вампаноаг практично винищено. З союзними йому племенами був укладений мир там, де зараз розташовані Нью-Гемпшир та штат Мен.
Протягом наступних 100 років колоністам Нової Англії довелося вести ще шість воєн, в основному, проти Нової Франції. Союзниками Новій Англії в цих війнах були ірокези, а союзниками Нової Франції виступали вабанакі. Після завоювання Нової Англією Акадии (1710), вона була перетворена в Нову Шотландію під контролем Новій Англії, але на той момент Нью-Брансвік і практично весь сучасний Мен залишалися спірною територією між Новою Англією та Нової Францією. Після перемоги англійців в Семирічній війні (1763), в долині річки Коннектикут відкрився поселенський регіон Західний Нью-Гемпшир, нині Вермонт.
Фермери Нової Англії ставали відносно самостійними. Пізніше, завдяки пуританської трудової моралі, в Новій Англії почали розвиватися торгівля і ремесла, на відміну від Південних колоній, які імпортували потрібні товари з Англії.

### Протекторат Англії
Король Яків II був стурбований все більшою самостійністю колоній, в тому числі їх самоврядуванням і статутами, їх відкритою зневагою навігаційного Акта, і їх зростаючою військовою потужністю. Тому він встановив панування в Новій Англії Адміністративного Союзу (1668), що мав у своєму складі всі колонії Англії в Новому світі. В 1688 у колишні голландські колонії Нью-Йорк і Нью-Джерсі були приєднані до Союзу. Союз, нав'язаний ззовні і всупереч вкоріненій демократичній традиції регіону, був вкрай непопулярний серед колоністів.
Влада суттєво змінила статути колоній, призначивши майже у всіх королівських губернаторів. Виникла напруженість між королівськими губернаторами з одного боку, і виборними органами управління та посадовими особами колоній — з іншого. Губернатори бажали встановити необмежену владу, а чиновники з місцевих виборних посадових осіб противилися цьому. Місцеві міські уряду, в більшості випадків, продовжували працювати як і раніше як органи самоврядування.
Після Славної революції в Англії (1688) бостонці скинули королівського намісника сера Едмунда Андроса. Вони захопили королівських чиновників, а також прихильників Англіканської церкви, в ході безкровного народного повстання. Ці напружені відносини, в кінцевому підсумку, вилилися в Американську Революцію, що стала початком Війни за Незалежність США в 1775 у. Перші битви війни відбулися в Лексінгтоні і Конкорді, штат Массачусетс, пізніше відбулася облога Бостон а континентальними військами. У березні 1776 а британські війська були змушені залишити Бостон.

### Післяреволюційна Нова Англія
Після Війни за Незалежність Нова Англія перестала бути політичною одиницею, але регіон, що складається з самостійних штатів, як і раніше мав важливе культурне значення. До 1784 всі штати регіону вже зробили кроки в напрямку скасування рабства, а Вермонт і Массачусетс скасували рабство в 1777 і 1783у, відповідно.
Під час війни з Англією 1812, в Новій Англії виник рух за відділення від США. Торгівля у Новій Англії тільки починала відновлюватися, і її купці виступали проти війни зі своїм найбільшим торговим партнером. Двадцять сім делегатів від штатів Нової Англії зібралися на Хартфордську Конфернцію взимку 1814—1815 року, щоб обговорити зміни в Конституції США для захисту інтересів регіону і зміцнення автономії штатів, на їх думку що не враховуються достатньо в торгових взаєминах держав.
Вермонт отримав статус штату в 1791 у після вирішення спору зі штатом Нью-Йорк. 15 березня 1820, як частина Міссурійського компромісу, території штату Мен, що раніше входили до складу штату Массачусетс, були прийняті в Союз як вільний від рабства штат. Сьогодні регіон Нова Англія складається з шести штатів: Коннектикут, Мен, Массачусетс, Нью-Гемпшир, Род-Айленд і Вермонт.
До періоду Громадянської Війни в США Нова Англія відрізнялася від інших штатів своїми політичними тенденціями. Массачусетс і Коннектикут були в числі останніх притулків федералістів, котрі виборювали більшу самостійність кожного штату. Коли оформилася двопартійна система (1832), Нова Англія стала оплотом нової партії Вігів. Віги домінували по всій Новій Англії крім Мена і Нью-Гемпшира. Провідні державні діячі — в тому числі Деніел Уебстер родом з цього регіону. Нова Англія залишила вклад і в інших сферах життя. Звідти було багато відомих літераторів та інтелектуалів, таких як Ральф Емерсон, Генрі Девід Торо, Натаніель Готорн, Генрі Лонгфелло, Джордж Банкрофт, Вільям Прескотт.

### Промислова революція
Нова Англія стала ключовим регіоном промислової революції в США. На північному березі морського порту Беверлі (Массачусетс) в 1787 з'явилася перша, і надалі найбільша, бавовнопрядильна фабрика в Америці. Технологічні досягнення мануфактури Беверлі привели до появи більш сучасних текстильних фабрик, в тому числі Млини Слейтер в місті Патакет, Род-Айленд. Долину Блекстоун в Массачусетсі і Род-Айленді прозвали в Америці батьківщиною промислової революції. Міста Лоренс і Лоуелл (Массачусетс), Уонсокет (Род-Айленд), Льюістон (Мен) стали центрами текстильної промисловості, заснованої на інноваціях Млини Слейтер і бавовняної мануфактури Беверлі.

## Населення та найбільші міста
Список найбільших міст на основі перепису 2010 року. В дужках вказано населення відповідної міської агломерації.
- Бостон,Массачусетс 617 594 (4 552 402)
- Вустер,Массачусетс 181 045 (798 552)
- Провіденс, Род-Айленд 178 042 (1 600 852)
- Спрингфілд, Массачусетс 153 060 (692 942)
- Бриджпорт, Коннектикут 144 229 (916 829)
- Нью-Гейвен, Коннектикут 129 779 (862 477)
- Гартфорд, Коннектикут 124 775 (1 212 381)
- Стемфорд, Коннектикут 122 643 (частина MSA Бріджпорт)
- Вотербері, Коннектикут 110 366 (228 984)
- Манчестер, Нью-Гемпшир 109 565 (400 721)

## Економіка

### Загальний огляд
Кілька факторів робить економіку Нової Англії унікальною. Регіон знаходиться далеко від географічного центру країни, і це відносно невелика область, і відносно густонаселена. Історично він був важливим центром промислового виробництва і постачальником натуральних продуктів, ресурсів, таких як граніт, омари, і тріска. Нова Англія експортує продукти харчування, починаючи від риб і омарів, до журавлини, картоплі і кленового сиропу. Сфера послуг є важливою, в тому числі туризму, освіти, фінансових і страхових послуг, а також архітектурні послуги, конструкторскі та будівельні послуги. Міністерство торгівлі США назвло економіку Нової Англії мікрокосмом для всієї економіки США.
У першій половині 20-го століття, в регіоні пройшов тривалий період деіндустріалізації: традиційні виробничі компаній переїхали на Середній Захід, а виробники текстилю та меблів мігрували на південь. В середині-кінці 20-го століття, все більша частина регіональної економіки переорієнтовувалася на високі технології (в тому числі комп'ютери та виготовлення електронного обладнання), військово-оборонної промисловості, фінансів та страхових послуг, а також освіти та охорони здоров'я.
Станом на 2013 рік, ВВП Нової Англії було $ 900 800 000 000.

### Експорт
Експорт в основному складається з промислової продукції, в тому числі спеціалізованих машин і зброї (особливо літаків і ракет), побудованих завдяки освіченій робочій силі в регіоні. Близько половини експорту регіону складається з промислової та комерційної техніки, таких як комп'ютери та електронне обладнання. Це, в поєднанні з інструментами, хімікатами та транспортним устаткуванням, становить близько трьох чвертей експорту регіону. Граніт видобувається в Баррі, штат Вермонт, різноманітне знаряддя, виробляється у Спрінгфілді, штат Массачусетс і Сако, Мен, катери в Гротоні, штат Коннектикут і Бат, штат Мен, і ручні інструменти в Тернерс Фолс, штат Массачусетс. Страхування є рушійною силою в та навколо Хартфорда, штат Коннектикут.

## Галерея

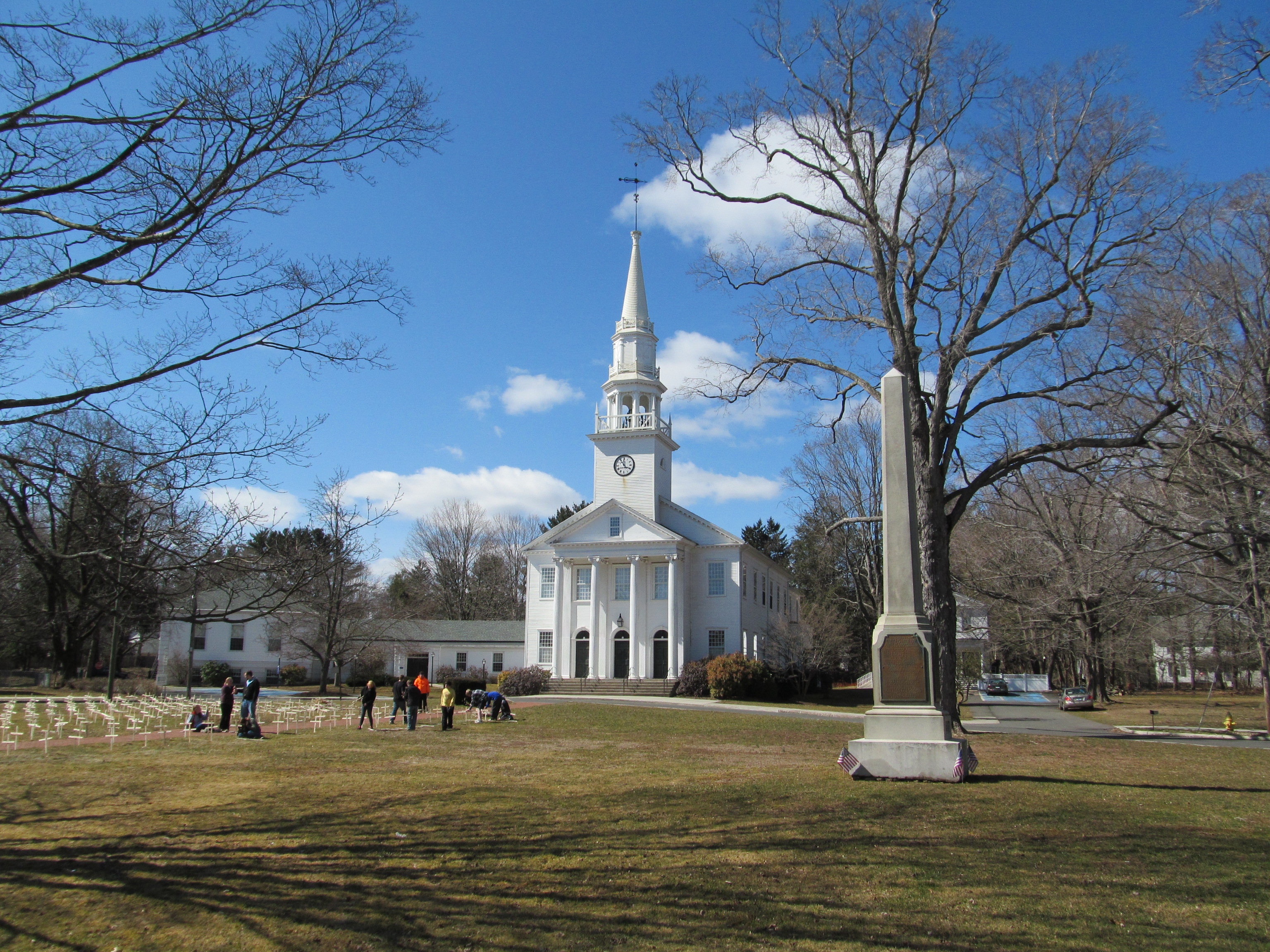
Коннектикут
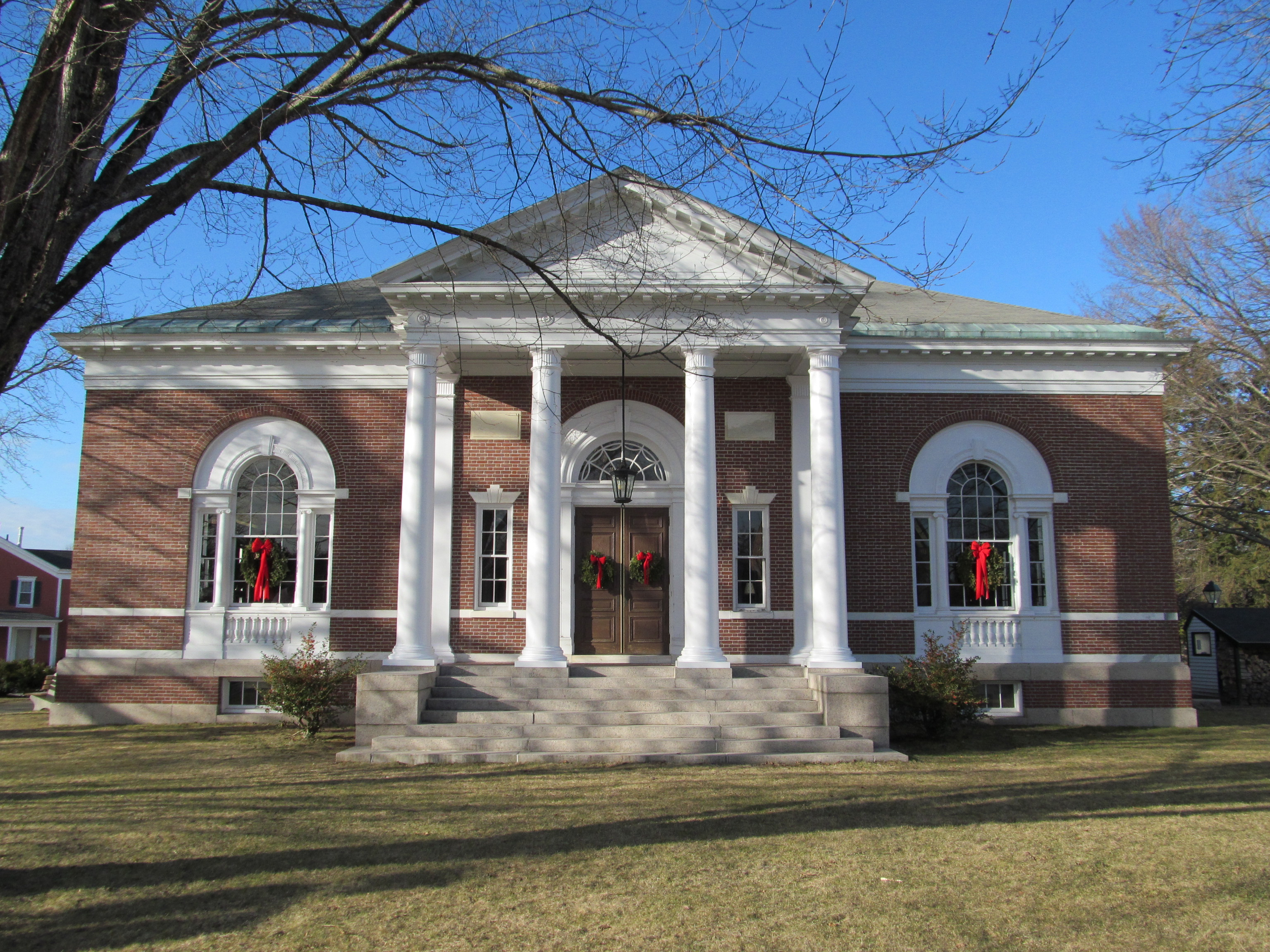
Мен
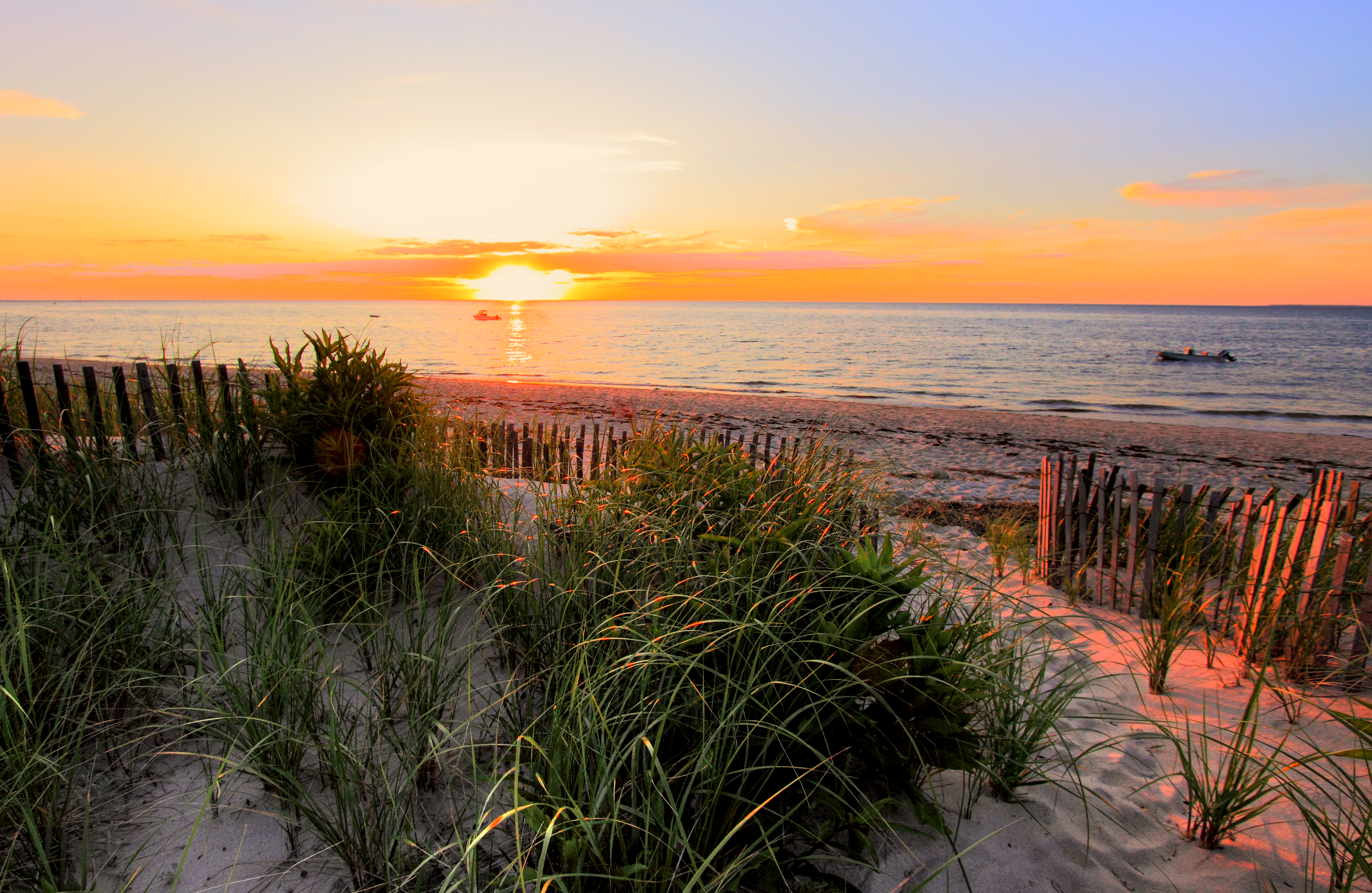
Массачусетс
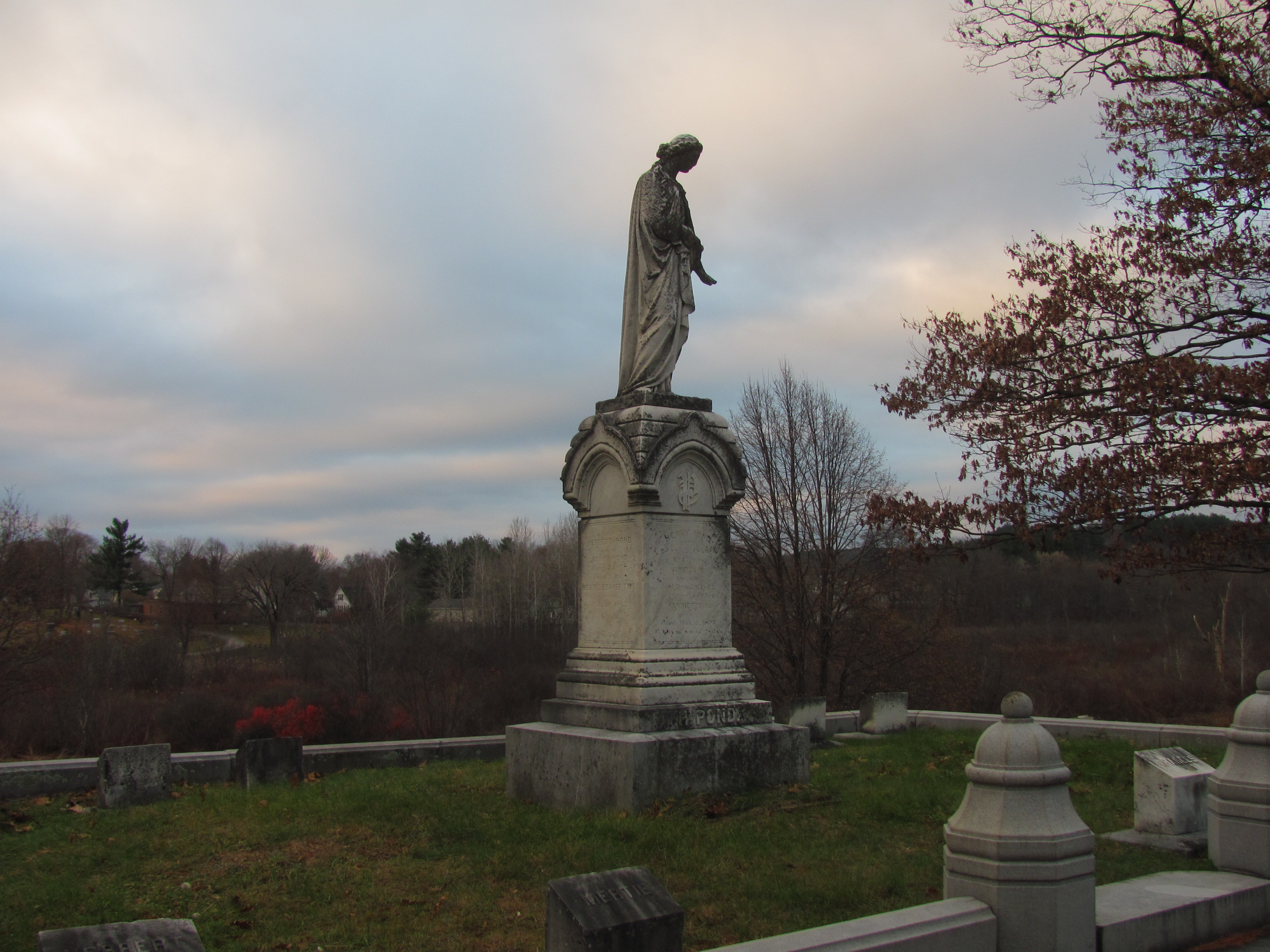
Нью-Гемпшир
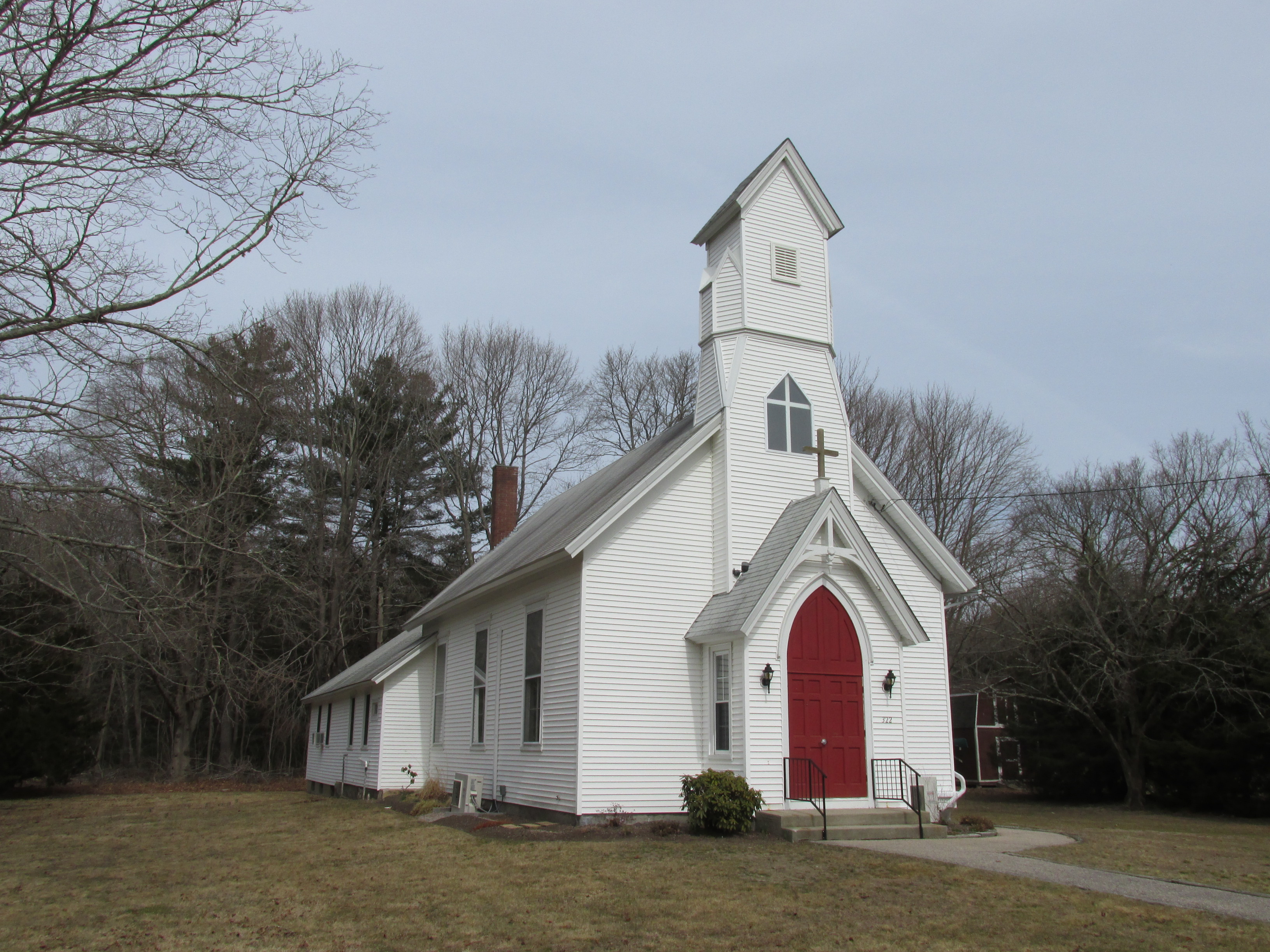
Род-Айленд
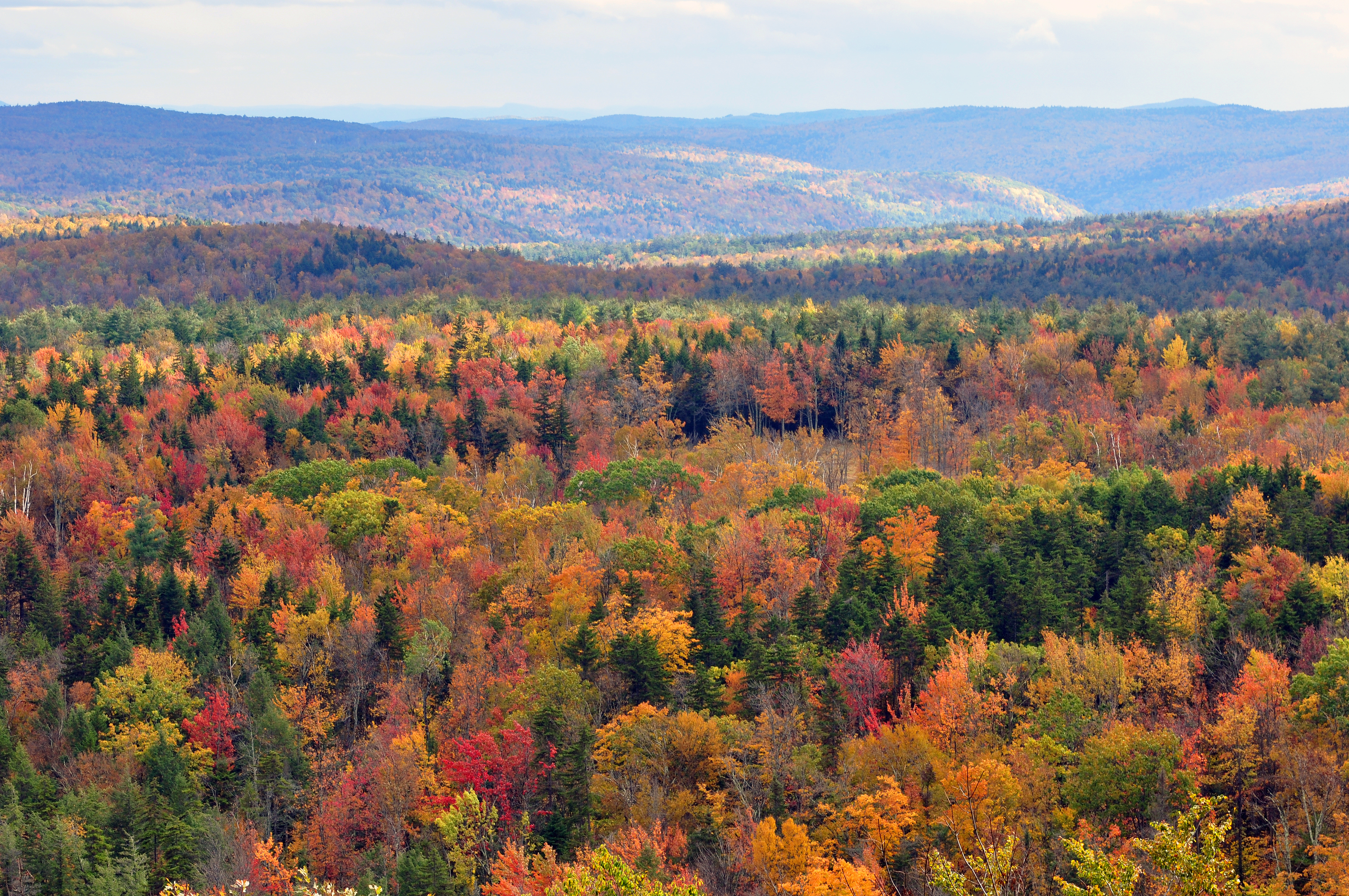
Вермонт